# Desmazeria
Desmazeria és un gènere de plantes de la família de les poàcies, ordre de les poals, subclasse de les commelínides, classe de les liliòpsides, divisió dels magnoliofitins.

## Taxonomia
- D. marina (L.) Druce
- D. rigida (L.) Tutin

(vegeu-ne una relació més exhaustiva a Wikispecies)

## Sinònims
Brizopyrum Link, 
Demazeria Dumort., orth. var.